# Canthidium bovinum
Canthidium bovinum là một loài bọ cánh cứng trong họ Bọ hung (Scarabaeidae).